# Manerbe
Manerbe är en kommun i departementet Calvados i regionen Normandie i norra Frankrike. Kommunen ligger i kantonen Blangy-le-Château som ligger i arrondissementet Lisieux. År 2022 hade Manerbe 545 invånare.

## Befolkningsutveckling
Antalet invånare i kommunen Manerbe
Referens: INSEE